# Obiliq
Obiliq  (albanska: Obiliq med böjningsformen Obiliqi, på albanska numera: Kastriot med böjningsformen Kastrioti; serbiska: Обилић, Obilić; turkiska: Kastriot och Obiliç) är en stad i kommunen Obiliqit i centrala Kosovo. Obilić har 19 byar. 

## Namn
Stadens namn, Obilić, hänvisar till Miloš Obilić som var en serbisk hjälte 1389. En albansk version för stadens namn etablerades år 2001. Kastriot hänvisar till Gjergj Kastrioti Skënderbeu som var en albansk hjälte, som levde under tidsperioden för det andra slaget på Trastfältet (1448).